# محمد بوكبوط
محمد بوكبوط (مواليد يناير 1957 بقصر مرزوكة (الرشيدية - المغرب)، هو كاتب وباحث في مجال التاريخ المغربي. حاصل على دكتوراه الدولة في التاريخ، يعمل حاليا استاذا بكلية الاداب سايس - فاس، حيث يدير وحدة للتكوين والبحث عن (تاريخ المقاومة وجيش التحرير المغربي). له عدة ابحاث ودراسات في التاريخ المغربي القديم والحديث.

## من مؤلفاته
- كتاب: «الممالك الامازيغية في مواجهة التحديات - صفحات من تاريخ الامازيغ القديم».
- كتاب: «السلطان سيدي محمد بن عبد الله في مواجهة أزمة المخزن والمجتمع».
- كتاب: «أيت عطا الصحراء وتهدئة آفلا-ن-درا».
- كتاب: «السلاطين العلويون والأمازيغ».
- تحقيق كتاب: «رحلة المكناسي»، للمؤلف: محمد بن عبد الوهاب المكناسي.